# RTL II You
RTL II You war ein Internetfernsehen- und Video-on-Demand-Angebot des deutschen Fernsehsenders RTL II. Es sollte besonders eine jüngere Zielgruppe angesprochen werden. Das Programm startete am 31. Mai 2016. Neben exklusiven Produktionen wurden auch Anime und US-Produktionen ausgestrahlt. Auf RTL II You wurde das Nachrichtenformat RTL II News sowie das Wetter aus dem Programm von RTL II mit aufgeschaltet. Weiterhin arbeitete RTL II You auch mit einigen YouTube-Stars und -Kanälen zusammen, deren Inhalte ebenfalls auf dem Sender aufgeschaltet wurden. Empfangbar war der Sender über die Subdomain you.rtl2.de, auf der neben dem Livestream auch das On-Demand-Angebot abrufbar war, sowie über einer App für Geräte mit Android- und iOS-Betriebssysteme. RTL II You wurde zum 30. Juni 2017 eingestellt, da die Etablierung der Marke hinter den Erwartungen zurückblieb.